# مرفق ذات‌الکرسی
مِرفَق ذات‌الکُرسی (آرنج خداوند تخت) یا تتا ذات‌الکرسی از ستارگان صورت فلکی ذات‌الکرسی است.